# 6 Heures de Zhuhai 2011
Navigation
Édition précédente Édition suivante
2d édition de l'épreuve, les 6 Heures de Zhuhai ont été remportées le 13 novembre 2011 par la N°7 du Team Peugeot Total de Sébastien Bourdais et Anthony Davidson qui s'était élancée en tête.
Cette course est aussi la dernière épreuve de l'Intercontinental Le Mans Cup 2011 ainsi que de l'Intercontinental Le Mans Cup car la saison 2011 est la dernière à cause de la création du Championnat du monde d'endurance FIA.

## Qualifications
La pole position est réalisée par la Peugeot n°7.
Voici le classement officiel au terme des qualifications. Les premiers de chaque catégorie sont signalés par un fond jauni.
| Position | Catégorie | Équipe                         | Pilote              | Temps    | Grille |
| -------- | --------- | ------------------------------ | ------------------- | -------- | ------ |
| 1        | LMP1      | #7 Peugeot Sport Total         | Anthony Davidson    | 1:21.769 | 1      |
| 2        | LMP1      | #8 Peugeot Sport Total         | Stéphane Sarrazin   | 1:21.844 | 2      |
| 3        | LMP1      | #2 Audi Sport Team Joest       | Tom Kristensen      | 1:22.038 | 3      |
| 4        | LMP1      | #1 Audi Sport Team Joest       | Marcel Fässler      | 1:22.538 | 4      |
| 5        | LMP1      | #12 Rebellion Racing           | Neel Jani           | 1:23.931 | 5      |
| 6        | LMP1      | #24 OAK Racing                 | Olivier Pla         | 1:24.684 | 6      |
| 7        | LMP1      | #007 Aston Martin Racing       | Stefan Mücke        | 1:25.119 | 7      |
| 8        | LMP1      | #15 OAK Racing                 | Matthieu Lahaye     | 1:25.170 | 8      |
| 9        | LMP2      | #26 Signatech Nissan           | Franck Mailleux     | 1:27.929 | 9      |
| 10       | LMP2      | #35 OAK Racing                 | Patrice Lafargue    | 1:30.214 | 10     |
| 11       | LMP1      | #23 Université Tōkai YGK Power | Mitsuyama Shogo     | 1:30.614 | 11     |
| 12       | FLM       | #90 PTRS Racing                | Zhang Shan Qi       | 1:33.783 | 12     |
| 13       | GTE-Pro   | #55 BMW Motorsport             | Jörg Müller         | 1:34.506 | 13     |
| 14       | GTC       | #98 Audi Sport C Racing        | Edoardo Mortara     | 1:34.777 | 14     |
| 15       | GTC       | #94 Hitotsuyama Racing         | Carlo Van Dam       | 1:34.934 | 15     |
| 16       | GTE-Pro   | #51 AF Corse                   | Gianmaria Bruni     | 1:34.945 | 16     |
| 17       | GTE-Pro   | #56 BMW Motorsport             | Andy Priaulx        | 1:34.992 | 17     |
| 18       | GTE-Am    | #62 CRS Racing                 | Tim Mullen (en)     | 1:35.229 | 18     |
| 19       | GTE-Am    | #63 Proton Competition         | Richard Lietz       | 1:35.279 | 19     |
| 20       | GTC       | #96 Team AMG                   | Mika Häkkinen       | 1:35.296 | 20     |
| 21       | GTE-Pro   | #59 Luxury Racing              | Frédéric Makowiecki | 1:35.413 | 21     |
| 22       | GTE-Am    | #57 Krohn Racing               | Niclas Jönsson      | 1:35.598 | 22     |
| 23       | GTE-Am    | #50 Larbre Compétition         | Julien Canal        | 1:35.639 | 23     |
| 24       | GTE-Pro   | #58 Luxury Racing              | Anthony Beltoise    | 1:35.867 | 24     |
| 25       | GTE-Am    | #60 Gulf AMR Middle East       | Fabien Giroix       | 1:36.081 | 25     |
| 26       | GTE-Am    | #61 AF Corse                   | Philip Ma           | 1:36.111 | 26     |
| 27       | GTC       | #97 Audi Race Experience       | Florian Gruber      | 1:36.417 | 27     |
| 28       | GTE-Pro   | #65 Lotus Jetalliance          | James Rossiter      | 1:36.618 | 29     |
| 29       | GTE-Pro   | #64 Lotus Jetalliance          | Martin Rich         | 1:38.622 | 28     |

## Résultats
Voici le classement officiel au terme de la course.
- Les vainqueurs de chaque catégorie sont signalés par un fond jauni.
- Pour la colonne Pneus, il faut passer le curseur au-dessus du modèle pour connaître le manufacturier de pneumatiques.

| Pos | Cat     | n°  | Equipe                     | Pilotes                                               | Châssis                           | Pneus | Tours |
| Pos | Cat     | n°  | Equipe                     | Pilotes                                               | Moteur                            | Pneus | Tours |
| --- | ------- | --- | -------------------------- | ----------------------------------------------------- | --------------------------------- | ----- | ----- |
| 1   | LMP1    | 7   | Peugeot Sport Total        | Sébastien Bourdais Anthony Davidson                   | Peugeot 908 HDi FAP               | M     | 249   |
| 1   | LMP1    | 7   | Peugeot Sport Total        | Sébastien Bourdais Anthony Davidson                   | Peugeot HDi 3.7 L V8 (Diesel)     | M     | 249   |
| 2   | LMP1    | 8   | Peugeot Sport Total        | Franck Montagny Stéphane Sarrazin                     | Peugeot 908 HDi FAP               | M     | 249   |
| 2   | LMP1    | 8   | Peugeot Sport Total        | Franck Montagny Stéphane Sarrazin                     | Peugeot HDi 3.7 L V8 (Diesel)     | M     | 249   |
| 3   | LMP1    | 1   | Audi Sport Team Joest      | Timo Bernhard Marcel Fässler                          | Audi R18 TDI                      | M     | 248   |
| 3   | LMP1    | 1   | Audi Sport Team Joest      | Timo Bernhard Marcel Fässler                          | Audi TDI 3.7 L Turbo V6 (Diesel)  | M     | 248   |
| 4   | LMP1    | 12  | Rebellion Racing           | Neel Jani Nicolas Prost                               | Lola B10/60                       | M     | 242   |
| 4   | LMP1    | 12  | Rebellion Racing           | Neel Jani Nicolas Prost                               | Toyota RV8KLM 3.4 L V8            | M     | 242   |
| 5   | LMP1    | 24  | OAK Racing                 | Jacques Nicolet Olivier Pla Alexandre Prémat          | OAK Pescarolo 01                  | D     | 240   |
| 5   | LMP1    | 24  | OAK Racing                 | Jacques Nicolet Olivier Pla Alexandre Prémat          | Judd DB 3.4 L V8                  | D     | 240   |
| 6   | LMP1    | 007 | Aston Martin Racing        | Andy Meyrick Stefan Mücke Harold Primat               | Lola-Aston Martin B09/60          | M     | 239   |
| 6   | LMP1    | 007 | Aston Martin Racing        | Andy Meyrick Stefan Mücke Harold Primat               | Aston Martin 6.0 L V12            | M     | 239   |
| 7   | LMP1    | 15  | OAK Racing                 | Matthieu Lahaye Guillaume Moreau Pierre Ragues        | OAK Pescarolo 01                  | D     | 238   |
| 7   | LMP1    | 15  | OAK Racing                 | Matthieu Lahaye Guillaume Moreau Pierre Ragues        | Judd DB 3.4 L V8                  | D     | 238   |
| 8   | LMP2    | 26  | Signatech Nissan           | Franck Mailleux Lucas Ordoñez Jean-Karl Vernay        | Oreca 03                          | M     | 228   |
| 8   | LMP2    | 26  | Signatech Nissan           | Franck Mailleux Lucas Ordoñez Jean-Karl Vernay        | Nissan VK45DE 4.5 L V8            | M     | 228   |
| 9   | GTE Pro | 55  | BMW Motorsport             | Augusto Farfus Jörg Müller                            | BMW M3 GT2 (E92)                  | D     | 221   |
| 9   | GTE Pro | 55  | BMW Motorsport             | Augusto Farfus Jörg Müller                            | BMW 4.0 L V8                      | D     | 221   |
| 10  | GTE Pro | 56  | BMW Motorsport             | Andy Priaulx Uwe Alzen                                | BMW M3 GT2 (E92)                  | D     | 220   |
| 10  | GTE Pro | 56  | BMW Motorsport             | Andy Priaulx Uwe Alzen                                | BMW 4.0 L V8                      | D     | 220   |
| 11  | GTE Pro | 59  | Luxury Racing              | Frédéric Makowiecki Stéphane Ortelli                  | Ferrari 458 Italia GT2            | M     | 218   |
| 11  | GTE Pro | 59  | Luxury Racing              | Frédéric Makowiecki Stéphane Ortelli                  | Ferrari 4.5 L V8                  | M     | 218   |
| 12  | GTE Am  | 63  | Proton Competition         | Richard Lietz Christian Ried Gianluca Roda            | Porsche 997 GT3-RSR               | M     | 217   |
| 12  | GTE Am  | 63  | Proton Competition         | Richard Lietz Christian Ried Gianluca Roda            | Porsche 4.0 L Flat-6              | M     | 217   |
| 13  | GTE Am  | 50  | Larbre Compétition         | Olivier Beretta Patrick Bornhauser Julien Canal       | Chevrolet Corvette C6.R           | M     | 216   |
| 13  | GTE Am  | 50  | Larbre Compétition         | Olivier Beretta Patrick Bornhauser Julien Canal       | Chevrolet 5.5 L V8                | M     | 216   |
| 14  | GTE Am  | 57  | Krohn Racing               | Niclas Jönsson Tracy Krohn Michele Rugolo             | Ferrari F430 GTC                  | D     | 215   |
| 14  | GTE Am  | 57  | Krohn Racing               | Niclas Jönsson Tracy Krohn Michele Rugolo             | Ferrari 4.0 L V8                  | D     | 215   |
| 15  | GTE Am  | 62  | CRS Racing                 | Pierre Ehret Tim Mullen Roger Wills                   | Ferrari F430 GTC                  | M     | 215   |
| 15  | GTE Am  | 62  | CRS Racing                 | Pierre Ehret Tim Mullen Roger Wills                   | Ferrari 4.0 L V8                  | M     | 215   |
| 16  | LMP2    | 35  | OAK Racing                 | Frédéric Da Rocha Patrice Lafargue                    | OAK Pescarolo 01                  | D     | 213   |
| 16  | LMP2    | 35  | OAK Racing                 | Frédéric Da Rocha Patrice Lafargue                    | Judd-BMW HK 3.6 L V8              | D     | 213   |
| 17  | FLM     | 90  | PTRS Racing                | Zhang Shan Qi Chen Wei Liang                          | Oreca FLM09                       | M     | 213   |
| 17  | FLM     | 90  | PTRS Racing                | Zhang Shan Qi Chen Wei Liang                          | Chevrolet LS3 6.2 L V8            | M     | 213   |
| 18  | GTC     | 98  | Audi Sport C Racing        | Edoardo Mortara Darryl O'Young Alexandre Imperatori   | Audi R8 LMS                       | M     | 210   |
| 18  | GTC     | 98  | Audi Sport C Racing        | Edoardo Mortara Darryl O'Young Alexandre Imperatori   | Audi 5.2 L V10                    | M     | 210   |
| 19  | GTC     | 97  | Audi Race Experience       | Jeffrey Lee Florian Grüber Hing Tak Mak               | Audi R8 LMS                       | M     | 203   |
| 19  | GTC     | 97  | Audi Race Experience       | Jeffrey Lee Florian Grüber Hing Tak Mak               | Audi 5.2 L V10                    | M     | 203   |
| 20  | GTE Am  | 60  | Gulf AMR Middle East       | Fabien Giroix Roald Goethe                            | Aston Martin V8 Vantage GT2       | D     | 198   |
| 20  | GTE Am  | 60  | Gulf AMR Middle East       | Fabien Giroix Roald Goethe                            | Aston Martin 4.5 L V8             | D     | 198   |
| 21  | GTE Pro | 64  | Lotus Jetalliance          | Oskar Slingerland Martin Rich Rene Rasmussen          | Lotus Evora GTE                   | M     | 194   |
| 21  | GTE Pro | 64  | Lotus Jetalliance          | Oskar Slingerland Martin Rich Rene Rasmussen          | Toyota-Cosworth 4.0 L V6          | M     | 194   |
| 22  | LMP1    | 23  | Université Tōkai YGK Power | Mitsuyama Shogo Yokomizo Naoki                        | Courage-Oreca LC70                | Y     | 187   |
| 22  | LMP1    | 23  | Université Tōkai YGK Power | Mitsuyama Shogo Yokomizo Naoki                        | YGK YR40T 4.0 L Turbo V8 (Hybrid) | Y     | 187   |
| 23  | GTE Pro | 51  | AF Corse                   | Gianmaria Bruni Giancarlo Fisichella                  | Ferrari 458 Italia GT2            | M     | 186   |
| 23  | GTE Pro | 51  | AF Corse                   | Gianmaria Bruni Giancarlo Fisichella                  | Ferrari 4.5 L V8                  | M     | 186   |
| NC  | GTC     | 94  | Hitotsuyama Racing         | Akihiro Tsuzuki Michael Kim Carlo Van Dam             | Audi R8 LMS                       | Y     | 169   |
| NC  | GTC     | 94  | Hitotsuyama Racing         | Akihiro Tsuzuki Michael Kim Carlo Van Dam             | Audi 5.2 L V10                    | Y     | 169   |
| NC  | GTE Pro | 65  | Lotus Jetalliance          | David Heinemeier Hansson Johnny Mowlem James Rossiter | Lotus Evora GTE                   | M     | 163   |
| NC  | GTE Pro | 65  | Lotus Jetalliance          | David Heinemeier Hansson Johnny Mowlem James Rossiter | Toyota-Cosworth 4.0 L V6          | M     | 163   |
| Abd | LMP1    | 2   | Audi Sport Team Joest      | Tom Kristensen Allan McNish                           | Audi R18 TDI                      | M     | 139   |
| Abd | LMP1    | 2   | Audi Sport Team Joest      | Tom Kristensen Allan McNish                           | Audi TDI 3.7 L Turbo V6 (Diesel)  | M     | 139   |
| Abd | GTE Pro | 58  | Luxury Racing              | Anthony Beltoise Dominik Farnbacher Ralph Firman      | Ferrari 458 Italia GT2            | M     | 110   |
| Abd | GTE Pro | 58  | Luxury Racing              | Anthony Beltoise Dominik Farnbacher Ralph Firman      | Ferrari 4.5 L V8                  | M     | 110   |
| Abd | GTC     | 96  | Team AMG                   | Lance David Arnold Cheng Congfu Mika Häkkinen         | Mercedes-Benz SLS AMG GT3         | M     | 73    |
| Abd | GTC     | 96  | Team AMG                   | Lance David Arnold Cheng Congfu Mika Häkkinen         | Mercedes-Benz 6.2 L V8            | M     | 73    |
| Abd | GTE Am  | 61  | AF Corse                   | Marco Cioci Philip Ma                                 | Ferrari F430 GTC                  | M     | 22    |
| Abd | GTE Am  | 61  | AF Corse                   | Marco Cioci Philip Ma                                 | Ferrari 4.0 L V8                  | M     | 22    |